# René Préval
René García Préval (Puerto Príncipe, 17 de enero de 1943-Puerto Príncipe, 3 de marzo de 2017) fue un político e ingeniero agrónomo haitiano que fue presidente Constitucional de la República de Haití desde el 7 de febrero de 1996 hasta 1 de febrero de 2001 y desde el 14 de mayo de 2006 al 14 de mayo de 2011. Fue el único jefe de Estado de Haití elegido democráticamente que logró terminar su mandato y entregó el poder voluntariamente. Además fue uno de los líderes políticos más destacados de la historia reciente de su país. 
Préval promovió la privatización de las empresas públicas, la reforma agraria y la investigación de los abusos contra los derechos humanos. Sus presidencias estuvieron marcadas por el tumulto interno y los intentos de estabilización económica, y su último mandato vio la destrucción provocada por el terremoto de Haití de 2010.

## Primeros años
Fue padre de dos hijas. Cursó estudios de Agronomía en las universidades de Gembloux y Lovaina de Bélgica, y de Ciencias Geotérmicas en la universidad italiana de Pisa. En 1963 tuvo que partir al exilio junto a su familia por su oposición a la dictadura de François Duvalier, más conocido como "Papa Doc". Vivió durante cinco años en Nueva York, retornó a su país, participando en los Comités Cívicos de Resistencia a la dictadura de Jean-Claude Duvalier o "Bébé Doc" (1971-86), hijo del Papa Doc. Después de la caída del dictador entró a trabajar en el instituto nacional para los recursos minerales. 
Fundó el grupo "Honor y Respeto por la Constitución", que animaban intelectuales de izquierda y de 1987 a 1991 presidió el "Comité Pa Bliyé", centrado en la investigación del paradero de los desaparecidos durante el régimen duvalierista.
Préval en su meteórico ascenso político militó en la organización caritativa La Fanmi Selavi (La Familia es la Vida), el Comité de Acción Democrática, y después entró a formar parte del partido Familia Lavalas cuyo máximo líder era Jean-Bertrand Aristide.

## Primer ministro
Préval consiguió de manera democrática mediante elecciones el puesto de primer ministro junto a la fórmula con Jean-Bertrand Aristide como presidente en el año 1991, desde el 13 de febrero hasta el 11 de octubre de 1991, cuando tuvo que volver al exilio después del golpe de Estado contra su gobierno y en el que se impuso a la fuerza el militar Raoul Cédras. 
Volvió otra vez a su país tras denunciar el gobierno militar de facto que se había impuesto después de derribar su gobierno y conseguir que la comunidad internacional presionara a dicho régimen para renunciar y restituirle el puesto a él y a Aristide.

## Primera presidencia (1996-2001)
Su popularidad y sus éxitos económicos como primer ministro, le llevaron a ser elegido presidente para un término de cinco años, después de ganar de forma arrolladora en los comicios presidenciales del 17 de diciembre de 1995 con el 88 % del voto popular sustituyendo a su correligionario Aristide, siendo el segundo presidente democrático de Haití en 200 años. 
Como presidente, Préval instituyó numerosas reformas como las privatizaciones de varias empresas gubernamentales. Algunos analistas han sugerido que esto se debió a las presiones de organismos internacionales como el FMI, debido a la grave situación económica haitiana.  Se impuso una política neoliberalista y de empréstitos, en lugar de estimular la producción nacional. Aunque la tasa de desempleo bajó en su gobierno de manera sensible, permaneció a un nivel alto.
Los cables diplomáticos filtrados por WikiLeaks indican que Estados Unidos presionó a Haití para tratar de impedir que se uniera a PetroCaribe, un acuerdo de cooperación energética entre los países del Área del Caribe y Venezuela.

## Segunda presidencia (2006-2011)

### Elección
Preval decidió presentarse a las elecciones presidenciales de Haití de 2006 nuevamente pero por una nueva formación. Se trató del Partido Esperanza, alejado del partido de Aristide. Ganó la primera vuelta con un 51,15 % de los votos. Fue declarado ganador de las elecciones presidenciales el 16 de febrero después de un acuerdo entre el gobierno interino y la Comisión Electoral, siendo investido el 14 de mayo de 2006.
Siguieron varios días de manifestaciones populares a favor de Préval en Puerto Príncipe y otras ciudades de Haití.  Préval afirmó que había habido fraude en el recuento de votos y exigió que lo declararan ganador absoluto de la primera vuelta.  Los manifestantes paralizaron la capital con barricadas quemadas y asaltaron un hotel de lujo, el Hotel Montana, ubicado en el próspero suburbio de Pétion-Ville, para exigir los resultados de las elecciones de casi una semana en Haití, mientras el entonces expresidente Préval caía aún más por debajo del 50% necesario. para ganar la presidencia. El 16 de febrero de 2006, Préval fue declarado ganador de las elecciones presidenciales por el Consejo Electoral Provisional con el 51,15% de los votos, tras la exclusión de los votos "en blanco" del recuento.
Préval obtuvo gran parte de su apoyo de los más pobres de Haití; recibió un apoyo especialmente amplio en los barrios más pobres de Puerto Príncipe. Sin embargo, muchos de los pobres exigieron que se permitiera regresar al expresidente Aristide y que se reintegrara a los trabajadores de empresas civiles despedidos por el gobierno de Latortue. Esto provocó una tensión creciente en los barrios marginales de Puerto Príncipe.
En los actos de celebración de la independencia, en enero de 2010 Preval prometió unas elecciones imparciales en febrero de 2011, aunque no habló de la exclusión de quince grupos políticos. Los opositores acusaron al consejo electoral designado por la presidencia de favorecer al nuevo Partido Unidad, de Preval.

### Disturbios de 2008
A principios de abril de 2008, estallaron disturbios por el alto costo de los alimentos; Desde 2007, los precios de varios alimentos esenciales, incluido el arroz, habían aumentado aproximadamente un 50%. Mientras continuaban los disturbios, los alborotadores atacaron el palacio presidencial el 8 de abril, pero fueron expulsados por soldados de la ONU. El 9 de abril, Préval pidió calma; Dijo que los altos precios de los alimentos eran un problema en todo el mundo, pero que el problema no se resolvería destruyendo las tiendas, y dijo que había "ordenado a la policía haitiana y a los soldados de la ONU que pusieran fin al saqueo". A pesar de las demandas de que se eliminaran todos los impuestos a las importaciones de alimentos, Préval dijo que no podía hacerlo porque el dinero era muy necesario; prometió aumentar la producción de alimentos en Haití para que el país no dependiera tanto de las importaciones, pero esto no cumplió con lo que muchos manifestantes exigían. El 12 de abril, el Senado votó a favor de destituir al primer ministro Alexis y Préval anunció que el precio por 23 kg de arroz se reduciría de 51 dólares a 43 dólares. Según Préval, el arroz estaría subsidiado con ayuda internacional y el sector privado estaba dispuesto a reducir el precio en 3 dólares. También dijo que iba a buscar ayuda venezolana para mejorar la situación económica.

### Terremoto de 2010
El 12 de enero, Puerto Príncipe fue azotado por un terremoto. Los informes iniciales indicaban que los diplomáticos no habían podido ponerse en contacto con el presidente Préval y temían que pudiera quedar atrapado bajo los escombros de su casa. Sin embargo, informes posteriores, incluidos los que citaban al embajador haitiano en Estados Unidos, Raymond Alcide Joseph, decían que el presidente y la primera dama, Elisabeth Delatour Préval, habían escapado ilesos y habían sido trasladados a un lugar seguro de la isla.Préval y su esposa pudieron alejarse del edificio antes de que la casa se derrumbara, escapando de las lesiones.
Gran parte del gobierno haitiano, incluido el presidente Préval, se trasladó a un cuartel de policía cerca del Aeropuerto internacional Toussaint Louverture. Las estimaciones del número de muertos oscilan entre 100.000 y 316.000 personas. Tras el terremoto, el presidente Préval fue criticado internacionalmente por su supuesta débil respuesta ante los desastres; entre sus críticos se encontraba el senador estadounidense Richard Lugar.

## Fallecimiento
La muerte de Préval fue anunciada el 3 de marzo de 2017 por Moïse en su cuenta de Twitter. Amigos de la familia anunciaron que Préval había muerto camino a un hospital suburbano en Puerto Príncipe. La causa de su muerte se anunció inicialmente como un paro cardíaco, pero los rumores de juego sucio dieron lugar a una autopsia, realizada ante el fiscal de distrito Danton Leger, a petición de Elisabeth Delatour. La autopsia no fue concluyente pero descartó una hemorragia cerebral o un derrame cerebral. Leger anunció que se realizarían más pruebas de muestras del cuerpo de Préval, lo que podría enviar el tejido a un laboratorio extranjero.